# Madeleine Swann
Dr. Madeleine Swann is een personage uit de James Bond-Films Spectre uit 2015 en No Time to Die (2021). Ze werd gespeeld door de Franse actrice Léa Seydoux.

## Spectre
Madeleine Swann komt in Spectre naar voren als de enige dochter van Mr. White. Mr. White was lid van de criminele organisatie later S.P.E.C.T.R.E. Toen Madeleine nog jong was, kwam er op een nacht een huurmoordenaar in hun huis, ze twijfelde geen moment en schoot de moordenaar dood. Het is nooit bekend geworden wie de moordenaar was en voor wie hij werkte. Daarna kreeg ze een hekel aan vuurwapens.
Het incident deed haar geen goed ze verbrak alle banden met haar familie en ging geneeskunde studeren. Ze werd later aangenomen als psycholoog aan de Hoffler-kliniek in de Oostenrijkse Alpen. 
Een aantal jaar later krijgt ze James Bond op bezoek die zich voordoet als patiënt. Als snel hoort ze dat haar vader zelfmoord heeft gepleegd. Als Bond vertrekt, wordt ze even later ontvoerd door Mr. Hinx. Bond weet haar te bevrijden en wil weten wat ze weet over de geheime organisatie. Madeleine geeft aan dat ze naar Marokko moeten afreizen naar het hotel L’Americain, omdat haar vader daar vaak heen ging op vakantie, waar de sleutel van dit alles zou liggen.
Eenmaal in het hotel vindt Bond een geheime ruimte. Het raakt Madeleine erg. Er hangen verschillende jeugdfoto’s op een bord. Hoe slecht haar relatie ook was, haar vader gaf dus wel om haar. Ze vinden coördinaten van iets midden in de woestijn. Ze gaan er met de trein naar toe. Madeleine vertelt intussen aan Bond waarom ze niet van pistolen houdt, maar weet hem wel te redden in een gevecht met Hinx.
Wanneer ze in de woestijn aankomen blijkt dit het nieuwe onderkomen van Franz Oberhausen te zijn. In de kamer die ze toegewezen krijgt staat een jeugdfoto van haar met haar vader erop. Even later ziet ze de laatste minuten van haar vader waarna ze geschokt is. Maar wanneer Oberhausen James Bond martelt, schiet ze te hulp. Samen weten ze te ontsnappen, waarna ze terugkeren naar Londen. Wanneer ze gevangen wordt genomen door Blofeld weet 007 haar te redden. Uiteindelijk maken ze het goed met elkaar en rijden in de Aston Martin DB5 de Noorderzon tegemoet.